# Clara Kohn-Liebmann
Clara Kohn-Liebmann (* 30. Juni 1896 in Wien-Leopoldstadt; † 17. Juli 1994 in Santiago de Chile) war eine österreichisch-chilenische Internistin und Herzspezialistin. Sie war Verfolgte des NS-Regimes.

## Leben
Clara Kohn-Liebmann wurde als Clara Kohn geboren. Sie war die Tochter des aus Furschütz in Mähren stammenden Privatbeamten Armin Gustav Kohn und der aus Pápa in Ungarn stammenden Verona Kleinmann (1871–1942). Sie war seit 1931 verheiratet mit Paul Liebmann (* 3. Mai 1895).
Clara Kohn studierte Medizin in ihrer Heimatstadt, wo sie am 22. Dezember 1919 promoviert wurde. Nach der Promotion arbeitete sie am Karolinen–Kinderspital Wien bei dessen Leiter, dem Pädiater Wilhelm Knöpfelmacher. Anschließend arbeitete sie als Fachärztin für innere Medizin und als Herzspezialistin ebenfalls in Wien. 1925 war Kohn gemeinsam mit Gertrud Ceranke und Jenny Adler-Herzmark Teil des von der sozialdemokratischen Zentralstelle für das Bildungswesen organisierten Führungsteams in der von Julius Tandler initiierten Hygieneausstellung in Wien.  1926 gehörte sie der konstituierenden Gemeinschaft für Mutter- und Erziehungsberatung im Rahmen des Verein „die Mutter“ an. Josef Karl Friedjung, Hugo Klein und Dora Brücke-Teleky gehörten ebenfalls diesem Verein an. 1929 nahm Kohn eine Arbeit als Herzspezialistin in der Herzstation der Gemeinde Wien 2, Taborstrasse 8, auf. Kohn war viele Jahre lang, gemeinsam mit Hugo Fasal, Siegfried Boxer und Koloman Freuder ehrenamtliche Mitarbeiterin am Frauen-Krankeninstitut Charité in Wien-Leopoldstadt, Zirkusgasse 5a. Hier wurden verarmte Frauen unentgeltlich behandelt. Isidor Fischer war hier bis 1938 der Vorstand.
Nach dem Anschluss Österreichs an das nationalsozialistische Deutsche Reich wurde das jüdische Ehepaar Kohn-Liebmann verfolgt. Clara Kohn-Liebmann wurde im November 1938 von der Gestapo verhaftet. Sie wurde einen Monat später aus der Haft entlassen unter der Auflage, nach Chile auszuwandern, was sie auch tat. Schon im Dezember 1938 reiste sie mit der SS Copiapo von Antwerpen nach New York City und von dort aus weiter nach Chile. In Chile nahm sie ihre Tätigkeit als Ärztin wieder auf und wurde als Herzspezialistin bekannt.

## Veröffentlichung
- mit Wilhelm Knöpfelmacher (1921): Untersuchungen über den Gallenfarbstoff beim Ikterus neonatorum. Aus dem Carolinen-Kinderspitale in Wien. In: Monatsschrift für Kinderheilkunde. Leipzig: Verlag F.C.W. Vogel